# 諫早市立真城中学校
諫早市立真城中学校（いさはやしりつ しんじょうちゅうがっこう）は、長崎県諫早市真崎町にある公立中学校。

## 概要
歴史
1987年（昭和62年）に諫早市立西諫早中学校から分離する形で新設された。
校訓
「明朗、清潔、融和」
校区
諫早市立真崎小学校、諫早市立真城小学校の校区（堂崎町、真崎町、堀の内町、津水町、白岩町）。

## 沿革
- 1987年（昭和62年）
  - 4月1日 - 諫早市立西諫早中学校から分離する形で「諫早市立真城中学校」（現校名）が新設される。生徒数631名、15学級。
  - 5月 - 育友会が発足。
  - 12月 - 校章・校旗・校歌を制定。
- 1992年（平成4年）1月 - 特殊学級を新設。
- 1993年（平成5年）3月 - コンピューター室が完成。

## アクセス
最寄りの鉄道駅
- JR九州 長崎本線 西諫早駅

最寄りのバス停
- 県営バス ふれあい広場前バス停

## 周辺
- 諫早市立真城小学校
- 西諫早ふれあい会館

## 関連事項
- 長崎県中学校一覧